# Guitar Hero: Aerosmith
Guitar Hero: Aerosmith est un jeu vidéo de rythme issu de la série Guitar Hero consacré au groupe Aerosmith. Sa sortie a lieu le 27 juin 2008. Il contient des morceaux du groupe et également de ses influences et des groupes ayant assuré leur première partie. Les personnages du jeu sont les membres du groupe, mais également des personnages imaginaires tirés de l'univers du jeu. Le jeu est accessible sur les plateformes PlayStation 2, PlayStation 3, Xbox 360, Wii, PC et Mac.

## Liste des pistes
Le jeu comporte 35 chansons et 11 chansons bonus :
| Chanson                      | Artiste                        | Scène                    |
| ---------------------------- | ------------------------------ | ------------------------ |
| All Day and All of the Night | The Kinks                      | 2. Max's Kansas City     |
| All the Young Dudes          | Mott the Hoople                | 1. Nipmuc High School    |
| Always on the Run            | Lenny Kravitz                  | 5. Half Time Show        |
| Back in the Saddle           | Aerosmith                      | 5. Half Time Show        |
| Beyond Beautiful             | Aerosmith                      | 5. Half Time Show        |
| Bright Light Fright          | Aerosmith                      | 4. Moscow                |
| Cat Scratch Fever            | Ted Nugent                     | 6. Rock and Roll Legends |
| Combination                  | Aerosmith                      | 7. The Vault             |
| Complete Control             | The Clash                      | 3. The Orpheum           |
| Draw the Line                | Aerosmith                      | 1. Nipmuc High School    |
| Dream On                     | Aerosmith                      | 5. Half Time Show        |
| Dream Police                 | Cheap Trick                    | 1. Nipmuc High School    |
| Hard to Handle               | The Black Crowes               | 5. Half Time Show        |
| I Hate Myself for Loving You | Joan Jett                      | 2. Max's Kansas City     |
| Joe Perry Guitar Battle      | Joe Perry                      | 7. The Vault             |
| King of Rock                 | Run-D.M.C.                     | 4. Moscow                |
| Kings and Queens             | Aerosmith                      | 7. The Vault             |
| Let the Music Do the Talking | Aerosmith                      | 7. The Vault             |
| Livin' on the Edge           | Aerosmith                      | 3. The Orpheum           |
| Love in an Elevator          | Aerosmith                      | 3. The Orpheum           |
| Make It                      | Aerosmith                      | 1. Nipmuc High School    |
| Mama Kin                     | Aerosmith                      | 6. Rock and Roll Legends |
| Mercy                        | Joe Perry Project              | 7. The Vault             |
| Movin' Out                   | Aerosmith                      | 2. Max's Kansas City     |
| No Surprize                  | Aerosmith                      | 2. Max's Kansas City     |
| Nobody's Fault               | Aerosmith                      | 4. Moscow                |
| Pandoras Box                 | Aerosmith                      | 7. The Vault             |
| Personality Crisis           | New York Dolls                 | 3. The Orpheum           |
| Pink                         | Aerosmith                      | 7. The Vault             |
| Rats in the Cellar           | Aerosmith                      | 7. The Vault             |
| Rag Doll                     | Aerosmith                      | 3. The Orpheum           |
| Shakin' My Cage              | Joe Perry Project              | 7. The Vault             |
| Sex Type Thing               | Stone Temple Pilots            | 6. Rock and Roll Legends |
| She Sells Sanctuary          | The Cult                       | 4. Moscow                |
| Sweet Emotion                | Aerosmith                      | 2. Max's Kansas City     |
| Talk Talkin'                 | Joe Perry Project              | 7. The Vault             |
| Toys in the Attic            | Aerosmith                      | 6. Rock and Roll Legends |
| Train Kept A Rollin          | Aerosmith                      | 6. Rock and Roll Legends |
| Uncle Salty                  | Aerosmith                      | 1. Nipmuc High School    |
| Walk This Way                | Aerosmith                      | 7. The Vault             |
| Walk This Way                | Run-D.M.C. featuring Aerosmith | 4. Moscow                |